# دهستان لوهوسو
دهستان لوهوسو (به لاتین: Lohusuu Parish) یک دهستان در استونی است که در شهرستان ایدا-ویرو واقع شده‌است.

## خصوصیات
دهستان لوهوسو ۱۰۲ کیلومترمربع مساحت و ۸۱۸ نفر جمعیت دارد.